# Hala sportowa Pogoń Zabrze
Hala sportowa Pogoń Zabrze – hala sportowa w Zabrzu, w Polsce. Może pomieścić 1000 widzów. Swoje spotkania rozgrywają na niej szczypiorniści klubu Górnik Zabrze.
Hala sportowa przy ulicy Wolności powstała w wyniku zaadaptowania byłej cechowni kopalni Zabrze-Bielszowice na cele sportowe. Jej inauguracja miała miejsce w 1987 roku, na Barbórkę (4 grudnia). Od początku gospodarzami hali stali się szczypiorniści klubu Pogoń Zabrze (obecnie pod nazwą Górnik Zabrze; hala sportowa do dziś zachowała nazwę Pogoń), którzy grając na niej, w latach 1989 i 1990 zdobywali tytuły Mistrzów Polski.